# Lake Santeetlah
Lake Santeetlah és una població dels Estats Units a l'estat de Carolina del Nord. Segons el cens del 2000 tenia 67 habitants.

## Demografia
Segons el cens del 2000, Lake Santeetlah tenia 67 habitants, 38 habitatges i 25 famílies. La densitat de població era de 129,3 habitants per km².
Dels 38 habitatges en un 5,3% hi vivien nens de menys de 18 anys, en un 65,8% hi vivien parelles casades, en un 0% dones solteres, i en un 31,6% no eren unitats familiars. En el 31,6% dels habitatges hi vivien persones soles el 13,2% de les quals corresponia a persones de 65 anys o més que vivien soles. El nombre mitjà de persones vivint en cada habitatge era d'1,76 i el nombre mitjà de persones que vivien en cada família era de 2,12.
Per edats la població es repartia de la següent manera: un 4,5% tenia menys de 18 anys, un 0% entre 18 i 24, un 10,4% entre 25 i 44, un 41,8% de 45 a 60 i un 43,3% 65 anys o més.
L'edat mediana era de 61 anys. Per cada 100 dones de 18 o més anys hi havia 100 homes.
La renda mediana per habitatge era de 70.417 $ i la renda mediana per família de 83.989 $. Els homes tenien una renda mediana de 50.625 $ mentre que les dones 0 $. La renda per capita de la població era de 53.491 $. Cap de les famílies i el 13,2% de la població estaven per davall del llindar de pobresa.

## Poblacions més properes
El següent diagrama mostra les poblacions més properes.